# Fortaleza Clube
O Fortaleza Clube foi um clube brasileiro de futebol da cidade de Sorocaba, interior do estado de São Paulo. Fundado em 24 de Junho de 1903 suas cores eram vermelho, preto e branco.

## História
O Fortaleza Clube foi um dos primeiros times de futebol da cidade de Sorocaba. Fundado por Nicolau Parella e Romano Biazoli - ambos funcionários das indústrias têxteis Santa Rosália (atual bairro de Santa Rosália) -, possuía em seus registros  o nome de Sport Club Santa Rosalia. Inicialmente, sua finalidade era a prática do futebol entre os funcionários daquela fábrica de tecidos.
Tempos depois, a fábrica passou a ser administrada pelo inglês Joseph Klirck, que, além de esportista, tinha estreita relação com 
Charles Miller. Como bom bretão, Klirck incentivou a prática do futebol, instruindo a equipe e doando a primeira bola de futebol.
Foi em uma viagem ao nordeste brasileiro que Klirck encantou-se pela bela cidade de Fortaleza. Fascinado com a localidade, decidiu rebatizar a equipe sorocabana para Fortaleza Foot-Ball Club.
Mais tarde, em 18 de Fevereiro
de 1906, o recém fundado Sport Club Floresta, de Santa Rosalia, fundiu-se com o Fortaleza Foot-Ball Club, prevalecendo o nome Fortaleza, e passou a se chamar Sport Club Fortaleza.
Em 1909 houve uma reunião entre a diretoria e sócios do Fortaleza e do S.C. Sorocabano para que os dois clubes se fundissem, porem a ideia não foi pra frente e os dois clubes seguiram separados. Suas cores originais eram o verde e branco. Porém nos anos 30, alteraram-se as cores para vermelho, preto e branco, além de seu nome oficial, para Fortaleza Clube.
O Fortaleza foi considerado o único rival a altura do Savóia de Votorantim, então bairro da cidade de Sorocaba. Em várias oportunidades, as equipes se enfrentaram dentro e fora de campo.
Em 1940, o empresário Severino Pereira da Silva assumiu a administração da empresa e, em 1942 inaugurou o seu estádio próprio: Estádio Severino Pereira da Silva. Este foi o primeiro estádio da cidade de Sorocaba a receber iluminação artificial para jogos noturnos. O feito foi concretizado no dia 19 de julho de 1952 .
Em sua história, o Fortaleza se destaca pela vitória sobre o Flamengo por 4 x 1 em 01 de março de 1947. Por várias vezes, foi campeão dos torneios amadores de Sorocaba e região: Campeão Amador de Sorocaba por 13 vezes (se destacando pelo tricampeonato de 1949, 1950 e 1951; Campeão do Interior em 1948.
Muitos atletas sorocabanos passaram pelo clube, tais como Oberdan Cattani, Zecão e Hélio (goleiros) e Wilson Campos.
Em 1970, o clube extinguiu seu departamento de futebol e a especulação imobiliária deu fim ao estádio e sede social.

## Títulos

### Estaduais
- Campeonato Amador do Interior - Setor 16: 1948

### Municipais
- Campeonato Amador de Sorocaba: 1932, 1941, 1945, 1949, 1950, 1951, 1956 e 1958
- Taça Simpatia: 1952
- Taça Fulgor: 1938
- Torneio Início: 1956 e 1958
- Torneio Dr. Humberto Reale: 1957
- Torneio Wenceslau Correa Lacerda: 1956

: Campeão Invicto